# لین اندرسون
لین اندرسون (انگلیسی: Lynn Anderson؛ ۲۶ سپتامبر ۱۹۴۷ – ۳۰ ژوئیهٔ ۲۰۱۵) خواننده موسیقی کانتری آمریکایی بود. وی یکی از محبوب‌ترین خواننده‌های سبک کانتری پاپ در دهه ۱۹۷۰ میلادی بود.

اندرسون در طول دوران فعالیت خویش برنده جایزه گرمی، جایزه برگزیده مردم و جایزه موسیقی آمریکا شد. مجله بیلبورد به او لقب بانوی هنرمند دهه ۱۹۷۰ داده بود. اندرسن اولین خواننده زن موسیقی کانتری بود که برنده جایزه موسیقی آمریکا شد.